# أعلام تحوي رموز فلكية
هذه المقالة هي عبارة عن معرف للأعلام التي تتضمن رموزاً فلكية في تصاميمها:

## نجم (جسم فلكي)
طالع أيضاً أعلام تحوي نجوم لمعرفة تصاميم الأعلام التي تتضمن أشكال النجوم والتي قد تشير إلى نجوم فلكية فعلية أو نجوم أخرى:

### كوكبات

#### كوكبة صليب الجنوب
فئة كبيرة من الأعلام تصور هذه الكوكبة:

#### تشكيلات أخرى

علم البرازيل (إضافة إلى كوكبة صليب الجنوب، يصوّر كوكبة الكلب الأكبر، كوكبة الشجاع، كوكبة العقرب، وكوكبة المثلث الجنوبي)

### مجمة

#### الدب الأكبر\المحراثفيالدب الأكبر (كوكبة)

علم ألاسكا
علم مناطق الحكم الذاتي للهنود
علم الجيش الوطني الأيرلندي (عقد 1930)
علم شعب الشيروكي

### العنقود النجمي

#### الثريافيكوكبة الثور

علم دورهام، كارولاينا الشمالية

### نجوم معينة

#### الشمس

علم أنتيغوا وباربودا
علم أنتيغوا وباربودا
علم الأرجنتين
Naval Jack of Argentina
علم أريزونا
علم بنغلاديش
علم بنغلاديش المدني
علم بنغلاديش البحري
علم بيلاروس الرئاسي
علم بيافرا
علم بوليفيا
José Paranhos's علم مقترح للبرازيل (1890)
علم كولومبيا البريطانية
علم بورياتيا، روسيا
علم جمهورية الصين الشعبية
علم الجيش الصيني
علم الصين المدني
علم الصين البحري
علم كولورادو
علم كوستاريكا
علم دنفر (كولورادو)
علم دونيتسك أوبلاست
علم غرينلاند
علم غواديلوب
علم غواديلوب
علم هندوراس البحري
علم منغوليا الداخلية
علم إنغوشيا
علم العراق (1959-1963)
علم اليابان
علم اليابان البحري
علم الحرب في اليابان
علم كازاخستان
علم خاكاسيا، روسيا
علم كريباتي
علم كردستان
علم قيرغيستان
Flag of Lapland and Sápmi
علم مقدونيا
علم ماديسون، ويسكنسون
علم مالاوي
علم مالاوي (2010–2012)
علم مقدونيا
علم جزر المارشال
علم مولدوفا
علم منغوليا
علم موردوفيا، روسيا
علم ناميبيا
علم نيبال
علم كاليدونيا الجديدة قبل الاستقلال
علم نيو مكسيكو
علم النيجر
علم بادانيا ("شمس الألب")
علم بيرنامبوكو، البرازيل
علم بيرو (1820 مقترح)
علم بيرو (1821~1822)
علم بيرو (1822)
علم بيرو (1822~1825)
علم الاتحاد البيروفي-البوليفي
علم الفلبين
علم ولاية بورتوغيزا، فنزويلا
علم ريسيفي، البرازيل
علم رينيون (مقترح)
علم روزويل (نيومكسيكو)
علم رواندا
علم سوغاموزو، كولومبيا
علم جنوب بيرو (1836–1839)
علم التبت
علم توكانتنز
العلم الرئاسي في تركيا
علم أودمورتيا، روسيا
علم أوروغواي
علم يوكوتيا، روسيا

#### نجوم أخرى معينة

علم ألاسكا (يمثّل بولاريس)
علم مارانهاو (يمثّلGraffias)
علم نونافوت (يمثّل بولاريس)
علم بارا (يمثّل السنبلة)

## الكواكب

### الأرض

علم الأرض لـجيمس كاديل' (ويظهر أيضاً الشمس والقمر)
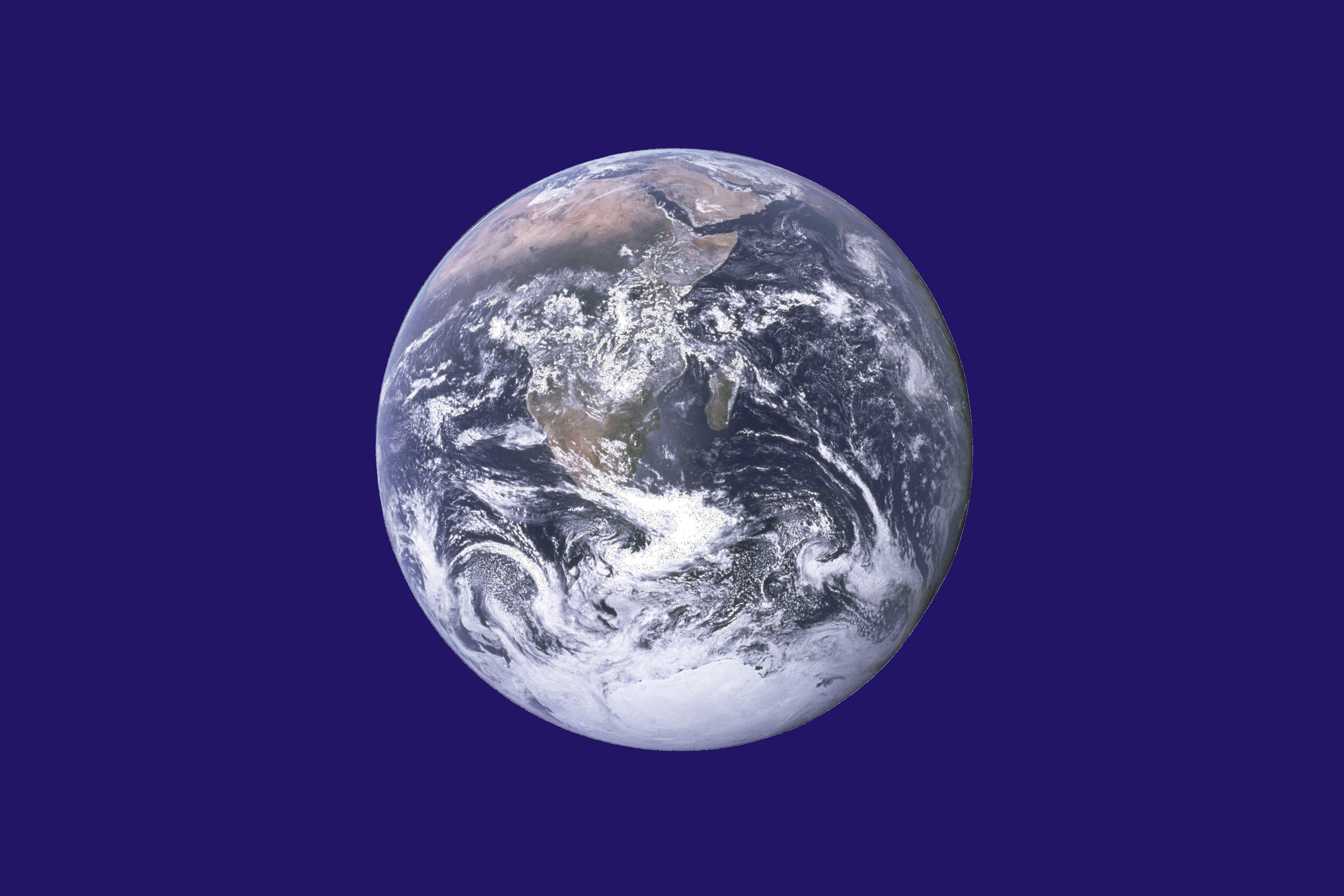
علم يوم الأرض
علم ولايات الأرض المتحدة (خيالي، من مسلسل فيوتشوراما)
علم ناسا (الولايات المتحدة)

### الزهرة
طالع أيضاً أعلام تحوي هلال (النجمة في تصميم النجمة والهلال قد ترمز إلى الزهرة).

علم كرواتيا
علم بابوا الغربية (علم نجمة الصباح)

## القمر
طالع أيضاً أعلام تحوي هلال.

علم لابلاند وسامي
علم لاوس
علم مولدوفا
علم منغوليا
علم ناسا (الولايات المتحدة)
علم بالاو
علم دولة شان، بورما

## أعلام تمثل أجساماً فلكية
| جيمس كاديل علم الأرض |
| جيمس كاديل علم الأرض |

| علم يوم الأرض |
| علم يوم الأرض |

| علم المريخ |
| علم المريخ |

|                       |
| علم الزهرة (غير رسمي) |